# Rina Sato
Rina Satō (佐藤 利奈, Satō Rina, Kitakyushu, Fukuoka, 2 mei 1981) is een Japanse stemactrice met honderden televisie- en computerspel-producties, vele meerjarig, en is ook actief in film en als zangeres. Ze werd opgeleid in de Haikyō Voice Actors Studio, waar ze in 2001 eindigde in de "19th gen" klas. Satō won de Best Lead Actress Award bij de 8e Seiyu Awards. Satō treedt op sinds 2003, en was vanaf 2016 aangesloten bij een talent-managementbureau, de Tokyo Actor's Consumer's Cooperative Society (東京俳優生活協同組合, Tōkyō Haiyū Seikatsu Kyōdō Kumiai), ook bekend als Haikyō (俳協).

## Filmografie

### Anime
| Jaar          | Titel                                                                 | Rol |
| ------------- | --------------------------------------------------------------------- | --- |
| 2003          | Divergence Eve                                                        | Prim Snowlight                                                                                           |
| 2003          | Popotan                                                               | Student                                                                                                  |
| 2004          | Misaki Chronicles                                                     | Prim Snowlight                                                                                           |
| 2004          | Mermaid Melody Pichi Pichi Pitch Pure                                 | Girl |
| 2004          | Uta Kata                                                              | Nurse |
| 2005          | Majime ni Fumajime: Kaiketsu Zorori                                   | Umaki |
| 2005          | Glass Mask                                                            | Young Maria                                                                                              |
| 2005          | Best Student Council                                                  | Yukimi Itami                                                                                             |
| 2005          | Futakoi Alternative                                                   | Gankuro                                                                                                  |
| 2005          | Loveless                                                              | Schoolgirl                                                                                               |
| 2005          | Honey and Clover                                                      | Schoolgirl                                                                                               |
| 2005          | Da Capo: Second Season                                                | Munepi                                                                                                   |
| 2005          | Hell Girl                                                             | Yuka Kasuga                                                                                              |
| 2005          | Mushishi                                                              | IO |
| 2005-06       | Twin Princess of Wonder Planet                                        | Mia, Sophie                                                                                              |
| 2005-06       | School Rumble                                                         | Kōsuke Ichijō                                                                                            |
| 2005-09       | Negima! Magister Negi Magi                                            | Negi Springfield                                                                                         |
| 2005-12       | To Heart 2                                                            | Yūki Kusakabe                                                                                            |
| 2006          | Tactical Roar                                                         | Flood |
| 2006          | Kashimashi: Girl Meets Girl                                           | Natsuko Kameyama                                                                                         |
| 2006          | Binchō-tan                                                            | Ren-tan                                                                                                  |
| 2006          | REC                                                                   | Boy |
| 2006          | Twin Princess of Wonder Planet Gyu! (Fushigiboshi no Futagohime Gyu!) | KyuKyu, Sophie                                                                                           |
| 2006          | Magical Witch Punie-Chan                                              | Punie Tanaka                                                                                             |
| 2006          | Zegapain                                                              | Mizusawa                                                                                                 |
| 2006          | Saru Get You -On Air-                                                 | Charu |
| 2006          | Honey and Clover                                                      | Female student                                                                                           |
| 2006          | Coyote Ragtime Show                                                   | February                                                                                                 |
| 2006          | Tona-Gura!                                                            | Yuji (kind), Arisa Shidō                                                                                 |
| 2006          | Mobile Suit Gundam SEED C.E. 73: Stargazer                            | Mudie Holcroft                                                                                           |
| 2006          | Baldr Force EXE Resolution                                            | Tsukina Sasagiri                                                                                         |
| 2006          | Negima!?                                                              | Negi Springfield                                                                                         |
| 2006          | Intrigue in the Bakumatsu - Irohanihoheto                             | Yuyama Kakunojō                                                                                          |
| 2007          | Shattered Angels                                                      | Kozue Satō                                                                                               |
| 2007          | Major                                                                 | Tateishi                                                                                                 |
| 2007          | Gurren Lagann                                                         | Kiyoh Bachika                                                                                            |
| 2007          | Heroic Age                                                            | Prome O                                                                                                  |
| 2007          | Kishin Taisen Gigantic Formula                                        | Mana Kamishiro                                                                                           |
| 2007          | Big Windup!                                                           | Suzune Miyashita                                                                                         |
| 2007          | Bamboo Blade                                                          | Satori Azuma                                                                                             |
| 2007          | Night Wizard The Animation                                            | Kureha Akabane                                                                                           |
| 2007-09       | Shinkyoku Sokai Polyphonica                                           | Prinesca Yugiri                                                                                          |
| 2007-13       | Hayate the Combat Butler                                              | Shiori Makimura, Jenny, Kotaro Azumamiya, Eight, Mecha Butler Thirteen, Orumuzuto Nadja, Butler Mini Yon |
| 2007-13       | Minami-ke                                                             | Haruka Minami                                                                                            |
| 2008          | H2O Footprints in the Sand                                            | Teacher                                                                                                  |
| 2008          | Yatterman                                                             | Byun Kuroimo                                                                                             |
| 2008          | Blue Dragon: Trials of the Seven Shadows                              | Primula                                                                                                  |
| 2008          | Zettai Karen Children                                                 | Hotaru Nowaki, Masaru Tōno                                                                               |
| 2008          | Net Ghost PiPoPa                                                      | Yūta Akikawa                                                                                             |
| 2008          | Hakken Taiken Daisuki! Shimajirō                                      | Narrator                                                                                                 |
| 2008          | Junjo Romantica                                                       | Akihiko Usami (jong)                                                                                     |
| 2008          | Nijū Mensō no Musume                                                  | Shunka Koito                                                                                             |
| 2008          | Kyōran Kazoku Nikki                                                   | Gekka Midarezaki                                                                                         |
| 2008          | Telepathy Shōjo Ran                                                   | Saeko Ito                                                                                                |
| 2008          | Blade of the Immortal                                                 | Rin Asano                                                                                                |
| 2008          | Magician's Academy                                                    | Futaba Kirishima                                                                                         |
| 2008          | Gurren Lagann the Movie –Childhood's End-                             | Kiyoh |
| 2008          | One ball of the theater version MAJOR major friendship                | Sudo Naomasa                                                                                             |
| 2008-10       | Nodame Cantabile                                                      | Lucas |
| 2008-12       | Nogizaka Haruka no Himitsu                                            | Shiina Amamiya                                                                                           |
| 2008-heden    | A Certain Magical Index                                               | Mikoto Misaka                                                                                            |
| 2009          | Viper's Creed                                                         | Kelly |
| 2009          | Asu no Yoichi                                                         | Ibuki Ikaruga                                                                                            |
| 2009          | Kurokami: The Animation                                               | Risa Yamada, YoshiYuki                                                                                   |
| 2009          | Beyblade: Metal Fusion                                                | Dan and Reiki Soudou                                                                                     |
| 2009          | Umineko no Naku Koro ni                                               | Ange Ushiromiya                                                                                          |
| 2009          | Nyan Koi!                                                             | Chizuru Mochizuki, Cindy                                                                                 |
| 2009          | Tatakau Shisho                                                        | Yuri Hamuro                                                                                              |
| 2009          | Miracle Train: ōedo-sen e Yōkoso                                      | Mother of the road                                                                                       |
| 2009          | Whispered Words                                                       | Shomei                                                                                                   |
| 2009          | Hells Angels                                                          | Giriera                                                                                                  |
| 2009          | Gurren Lagann the Movie – The Lights in the Sky Are Stars             | Kiyoh |
| 2009-17       | Natsume's Book of Friends                                             | Touru Taki                                                                                               |
| 2009-20       | A Certain Scientific Railgun                                          | Mikoto Misaka                                                                                            |
| 2010          | Quiz Magic Academy                                                    | Yu, Satsuki                                                                                              |
| 2010          | Mudazumo Naki Kaikaku                                                 | Yulia Tymoshenko                                                                                         |
| 2010          | Shimajiro Hesoka                                                      | Narrator                                                                                                 |
| 2010          | Mayoi Neko Overrun!                                                   | Kazumi Satou                                                                                             |
| 2010          | MM!                                                                   | Tatsukichi Hayama                                                                                        |
| 2010          | Time of Eve                                                           | Nagi |
| 2010-11       | The Qwaser of Stigmata                                                | Yumie Hiragi                                                                                             |
| 2010-12       | Amagami SS                                                            | Kaoru Tanamachi                                                                                          |
| 2011          | I Don't Like You at All, Big Brother!!                                | Rin Yatagai                                                                                              |
| 2011          | Air Gear: Break on the Sky                                            | Rika Noyamano                                                                                            |
| 2011          | Bleach                                                                | Mayu |
| 2011          | Sket Dance                                                            | Biba-chan                                                                                                |
| 2011          | Astarotte no Omocha!                                                  | Naoya Tōhara                                                                                             |
| 2011          | Blue Exorcist                                                         | Shura Kirigakure                                                                                         |
| 2011          | Croisée in a Foreign Labyrinth                                        | Claude (jeugd)                                                                                           |
| 2011          | Blood-C                                                               | Hair Elder Bairn                                                                                         |
| 2011          | The Mystic Archives of Dantalian                                      | Ratisha Serkis                                                                                           |
| 2011          | Baby Princess 3D Paradise 0                                           | Miharu Amatsuka                                                                                          |
| 2011          | Maken-ki!                                                             | Martha Minerva                                                                                           |
| 2011          | Negima! Anime Final                                                   | Negi Springfield                                                                                         |
| 2011-13       | You're Being Summoned, Azazel                                         | Rinko Sakuma                                                                                             |
| 2011-13       | Ro-Kyu-Bu!                                                            | Touko Hatano                                                                                             |
| 2011-13       | Phi Brain: Puzzle of God                                              | Tamaki Chieno                                                                                            |
| 2012          | Bodacious Space Pirates                                               | Jenny Dolittle                                                                                           |
| 2012          | Brave 10                                                              | Isanami                                                                                                  |
| 2012          | Listen to Me, Girls. I Am Your Father!                                | Sawako Midorikawa                                                                                        |
| 2012          | Shirokuma Cafe                                                        | Hiromi                                                                                                   |
| 2012          | Sengoku Collection                                                    | Ashikaga Yoshiteru                                                                                       |
| 2012          | Aesthetica of a Rogue Hero                                            | Listy El Da Sherfied                                                                                     |
| 2012          | The Ambition of Oda Nobuna                                            | Louise Frois                                                                                             |
| 2012          | B-Daman Fireblast                                                     | Chaos |
| 2012          | Blue Exorcist the Movie                                               | Shura Kirigakure                                                                                         |
| 2012-13       | Maji de Otaku na English! Ribbon-chan: Eigo de Tatakau Mahō Shōjo     | Garnet                                                                                                   |
| 2013          | Hetalia: The Beautiful World                                          | Vrouw van hoofdpersoon                                                                                   |
| 2013          | Space Battleship Yamato 2199                                          | Makoto Harada                                                                                            |
| 2013          | Brothers Conflict                                                     | Ema Asahina                                                                                              |
| 2013          | Sunday Without God                                                    | Hana/Alfa                                                                                                |
| 2013          | Genshiken: Second Generation                                          | Saki Kasukabe                                                                                            |
| 2013          | Corpse Party: Tortured Souls                                          | Naomi Nakashima                                                                                          |
| 2013          | Hyperdimension Neptunia: The Animation                                | Vert (Green Heart)                                                                                       |
| 2013          | Wanna Be the Strongest in the World                                   | Kanae Fujishita                                                                                          |
| 2013          | Assassination Classroom                                               | Yukiko Kanzaki                                                                                           |
| 2013          | BlazBlue Alter Memory                                                 | Ragna the Bloodedge (kind)                                                                               |
| 2013          | Toaru Majutsu no Index: Endymion's Miracle                            | Mikoto Misaka                                                                                            |
| 2013-15, 2021 | Non Non Biyori                                                        | Kaede Kagayama                                                                                           |
| 2014          | Buddy Complex                                                         | Elvira Hill                                                                                              |
| 2014          | Saki: The Nationals                                                   | Sae Usuzawa                                                                                              |
| 2014          | No-Rin                                                                | Tsukasa Nakazawa                                                                                         |
| 2014          | Cardfight Vanguard: Legion Mate                                       | Rati Curti                                                                                               |
| 2014          | The Kawai Complex Guide to Manors and Hostel Behavior                 | Mayumi Nishikino                                                                                         |
| 2014          | Blade & Soul                                                          | Maina |
| 2014          | Brynhildr in the Darkness                                             | Miki, Ryota Murakami (kind)                                                                              |
| 2014          | M3: The Dark Metal                                                    | Young Iwato, Mimei Maki                                                                                  |
| 2014          | Free! Eternal Summer                                                  | Kisumi Shigino (kind)                                                                                    |
| 2014          | Laughing Under the Clouds                                             | Botan |
| 2014          | Magic Kaito 1412                                                      | Philip Maximillion de Ingram                                                                             |
| 2014          | Celestial Method                                                      | Koharu's moeder                                                                                          |
| 2014          | Gugure! Kokkuri-san                                                   | Kureha                                                                                                   |
| 2014          | A Good Librarian Like a Good Shepherd                                 | Miyu Serizawa                                                                                            |
| 2014          | Girl Friend Beta                                                      | Akane Sakurai                                                                                            |
| 2014          | Bodacious Space Pirates The Movie: Abyss of Hyperspace                | Jenny Dolittle                                                                                           |
| 2014          | Chain Chronicle                                                       | Mishidia / Yugudo                                                                                        |
| 2014-15       | Knights of Sidonia                                                    | Numi Tahiro                                                                                              |
| 2014-21       | Pretty Guardian Sailor Moon Crystal                                   | Rei Hino/Sailor Mars                                                                                     |
| 2015          | Minna Atsumare! Falcom Gakuen SC                                      | Rixia Mao                                                                                                |
| 2015          | Gourmet Girl Graffiti                                                 | Ryō Machiko                                                                                              |
| 2015          | The Idolmaster Cinderella Girls                                       | Chihiro Senkawa                                                                                          |
| 2015          | Re-Kan!                                                               | Grootmoeder                                                                                              |
| 2015          | Aki no Kanade                                                         | Aki Miyagawa                                                                                             |
| 2015          | Rokka: Braves of the Six Flowers                                      | Mora Chester                                                                                             |
| 2015          | Sky Wizards Academy                                                   | Socie Whitale                                                                                            |
| 2015          | Heavy Object                                                          | Lendy Farolito                                                                                           |
| 2016          | Haruchika: Haruta & Chika                                             | Chinatsu's moeder                                                                                        |
| 2016          | Girls Beyond the Wasteland                                            | Taiko Ōiso                                                                                               |
| 2016          | Gate                                                                  | Nora |
| 2016          | Hundred                                                               | Souffle Clearrall                                                                                        |
| 2016          | Pretty Guardian Sailor Moon Crystal Season III                        | Rei Hino/Sailor Mars                                                                                     |
| 2016          | Kuromukuro                                                            | Paula Kowalczyk                                                                                          |
| 2016          | Kiznaiver                                                             | Honoka Maki                                                                                              |
| 2016          | Brave Witches                                                         | Gundula Rall                                                                                             |
| 2016          | Planetarian: The Reverie of a Little Planet                           | Satomi Kurahashi                                                                                         |
| 2016          | Tsukiuta. The Animation                                               | Yuno Terase                                                                                              |
| 2016          | JoJo's Bizarre Adventure: Diamond Is Unbreakable                      | Hayato Kawajiri                                                                                          |
| 2016-17       | Tales of Zestiria the X                                               | Velvet Crowe                                                                                             |
| 2017          | The Idolmaster Cinderella Girls                                       | Chihiro Senkawa                                                                                          |
| 2017          | WorldEnd                                                              | Lillia Asplay                                                                                            |
| 2017          | UQ Holder!                                                            | Negi Springfield                                                                                         |
| 2017          | Clean Freak! Aoyama kun                                               | Yuri Tamura                                                                                              |
| 2017          | Aho-Girl                                                              | Atsuko Oshieda                                                                                           |
| 2017-23       | Classroom of the Elite                                                | Sae Chabashira                                                                                           |
| 2018          | The Seven Deadly Sins: Revival of the Commandments                    | Matrona                                                                                                  |
| 2018          | Miss Caretaker of Sunohara-sou                                        | Ayaka Sunohara                                                                                           |
| 2018          | Captain Tsubasa                                                       | Natsuko Ōzora                                                                                            |
| 2018          | Sword Gai                                                             | Kyōka Kagami                                                                                             |
| 2018          | Aikatsu Friends!                                                      | Chiharu Hachiya                                                                                          |
| 2018          | Lord of Vermilion: The Crimson King                                   | Akira Harabuki                                                                                           |
| 2018          | Island                                                                | Kuon Ohara                                                                                               |
| 2018          | Saint Seiya: Saintia Shō                                              | Pavo Mayura                                                                                              |
| 2018          | Maquia: When the Promised Flower Blooms                               | Mido |
| 2018          | Non Non Biyori Vacation                                               | Kaede Kagayama                                                                                           |
| 2018          | Natsume's Book of Friends Movie                                       | Touru Taki                                                                                               |
| 2018-19       | Persona 5: The Animation                                              | Makoto Niijima                                                                                           |
| 2018-19       | Ace Attorney                                                          | Dahlia Hawthorne, Sister Iris                                                                            |
| 2019          | The Price of Smiles                                                   | Reira Etoile                                                                                             |
| 2019          | How Clumsy you are, Miss Ueno                                         | Nishihara                                                                                                |
| 2019          | Demon Lord, Retry!                                                    | Yū Kirino                                                                                                |
| 2019          | Mr. Osomatsu: the Movie                                               | Nozomi Takahashi                                                                                         |
| 2020          | Listeners                                                             | Swell Rec                                                                                                |
| 2020          | Wandering Witch: The Journey of Elaina                                | Eihemia                                                                                                  |
| 2020          | Altered Carbon: Resleeved                                             | Gena |
| 2020          | Demon Slayer: Kimetsu no Yaiba the Movie: Mugen Train                 | Amane Ubuyashiki                                                                                         |
| 2020          | Star Wars: Visions                                                    | Niizo |
| 2020-23       | Bofuri                                                                | Mii |
| 2021          | Life Lessons with Uramichi Oniisan                                    | Ikuko Heame                                                                                              |
| 2021          | Ranking of Kings                                                      | Hiling                                                                                                   |
| 2021          | Pretty Guardian Sailor Moon Eternal                                   | Rei Hino/Sailor Mars                                                                                     |
| 2021          | Aria the Crepusculo                                                   | Athena Glory                                                                                             |
| 2022          | Arifureta: From Commonplace to World's Strongest 2nd Season           | Noint |
| 2022          | Super Dragon Ball Heroes                                              | Female Warrior in Black                                                                                  |
| 2022          | Birdie Wing: Golf Girls' Story                                        | Haruka Misono                                                                                            |
| 2022          | Akiba Maid War                                                        | Ranko Mannen                                                                                             |
| 2022          | Bleach: Thousand-Year Blood War                                       | Senjumaru Shutara                                                                                        |

### Computerspellen
| Jaar       | Titel                                                | Rol                                      |
| ---------- | ---------------------------------------------------- | ---------------------------------------- |
| 2003       | Snow Sakura                                          | Misaki Soya                              |
| 2004-15    | To Heart 2-serie                                     | Yūki Kusakabe                            |
| 2005       | Best Student Council                                 | Yukimi Itami                             |
| 2005-16    | Quiz Magic Academy-serie                             | Yu, Satsuki                              |
| 2006       | Suikoden V                                           | Luserina                                 |
| 2006       | Negima                                               | Negi Springfield                         |
| 2006       | True Tears                                           | Katsura Yukishiro                        |
| 2006       | Xenosaga Episode III                                 | May Magus                                |
| 2006       | Asobi ni Iku yo! ～Chikyû Pinchi no Konyaku Sengen～ | Faye                                     |
| 2006       | Rec: Doki Doki Seiyū Paradise                        | Maki Koiwai                              |
| 2007       | RoutesPE                                             | Yuna Kajiwara                            |
| 2007       | Princess Maker 5                                     | Daughter                                 |
| 2007       | Bincho-tan Shiawase-goyomi                           | Ren-tan                                  |
| 2007       | Magician's Academy                                   | Futaba Kirishima                         |
| 2007       | Mana Khemia: Alchemists of Al-Revis                  | Melanie Ruthers                          |
| 2008       | Night Wizard: Denial of the World                    | Kureha Akabane                           |
| 2008       | Star Ocean: Second Evolution                         | Philia                                   |
| 2008       | Aoi Shiro                                            | Nami, Yasuhime like                      |
| 2008       | Mana Khemia 2: Fall of Alchemy                       | Liliane Vehlendorf                       |
| 2008       | Zettai Karen Children DS: Dai-4 no Children          | Hotaru Nowaki                            |
| 2008       | Way of the Samurai 3                                 | Osei/Shizuru Sakurai                     |
| 2008       | Otomedius G                                          | Aoba Anoa                                |
| 2008       | Rune Factory Frontier                                | Black Iris                               |
| 2008       | Tales of Hearts                                      | Dona Meteoryte                           |
| 2008-10    | Nogizaka Haruka no Himitsu-serie                     | Shiina Amamiya                           |
| 2009       | Dengeki Gakuen RPG: Cross of Venus                   | Mikoto Misaka                            |
| 2009       | Hayate the Combat Butler!! Nightmare Paradise        | Eight                                    |
| 2009       | Bamboo Blade: Sorekara no Chousen                    | Satori Azuma                             |
| 2009       | Arc Rise Fantasia                                    | Crown?                                   |
| 2009       | Wizardry: Labyrinth of Lost Souls                    | Nyarutorisu-Arumentarisu                 |
| 2009-14    | Amagami                                              | Kaoru Tanamachi                          |
| 2009-15    | Atelier Rorona: The Alchemist of Arland              | Esty Dee                                 |
| 2010       | Zangeki no Reginleiv                                 | Ran                                      |
| 2010       | White Album                                          | Sayoko Kisaragi                          |
| 2010       | Koumajou Densetsu II: Stranger's Requiem             | Reimu Hakurei                            |
| 2010       | The Legend of Heroes: Trails from Zero               | Rixia Mao                                |
| 2010-15    | Corpse Party-serie                                   | Naomi Nakashima                          |
| 2010-heden | Hyperdimension Neptunia games                        | Vert (Green Heart)                       |
| 2011       | Tsukumonogatari                                      | Tono Sakumi                              |
| 2011       | Otomedius Excellent                                  | Aoba Anoa                                |
| 2011       | Queen's Gate Spiral Chaos                            | Lili                                     |
| 2011       | Tales of Xillia                                      | Presa                                    |
| 2011       | Ro-Kyu-Bu!                                           | Touko Hatano                             |
| 2011       | A Certain Scientific Railgun                         | Mikoto Misaka                            |
| 2010-11    | Umineko When They Cry-serie                          | Ange Ushiromiya                          |
| 2011-13    | A Certain Magical Index-serie                        | Mikoto Misaka                            |
| 2011-13    | Atelier Meruru: The Apprentice of Arland             | Esty Dee                                 |
| 2012       | Maji de Watashi ni Koi Shinasai! S                   | Yoshitsune Minamoto                      |
| 2012       | Tales of Xillia 2                                    | Presa                                    |
| 2012-13    | Root Double: Before Crime * After Days               | Kazami Tachibana                         |
| 2012-15    | Girl Friend Beta                                     | Akane Sakurai                            |
| 2012-15    | A Good Librarian Like a Good Shepherd                | Miyu Serizawa                            |
| 2013       | PlayStation All-Stars Battle Royale                  | Char                                     |
| 2013       | Tales of Hearts R                                    | Sango Corallo                            |
| 2013       | Mind Zero                                            | Shana Chikage                            |
| 2013       | Tears to Tiara II: Heir of the Overlord              | Elissa                                   |
| 2014       | Super Heroine Chronicle                              | Noel Kazamatsuri                         |
| 2014       | Granblue Fantasy                                     | Esser/Tien                               |
| 2014       | Sailor Moon Crystal                                  | Sailor Mars                              |
| 2014       | Hamatora: Look at Smoking World                      | D                                        |
| 2014       | The Legend of Heroes: Trails of Cold Steel II        | Rixia Mao                                |
| 2014       | Dungeon Travelers 2                                  | Yuki Kusakabe                            |
| 2014       | Lord of Magna: Maiden Heaven                         | Luchs Eduard                             |
| 2014       | Dengeki Bunko: Fighting Climax                       | Mikoto Misaka                            |
| 2015       | Higurashi When They Cry Sui                          | Chisato Saeki                            |
| 2015       | Xenoblade Chronicles X                               | Cross ((Fickle)                          |
| 2015       | Princess Connect!                                    | Ruka Tachiarai                           |
| 2015       | Dragon Quest VIII                                    | Yurima                                   |
| 2015       | Saki: The Nationals                                  | Sae Usuzawa                              |
| 2015       | 7th Dragon III Code: VFD                             | Character voice                          |
| 2016       | Girls' Frontline                                     | AK-47 Angelia                            |
| 2016       | Cardfight!! Vanguard: Ride to Victory!!              | Yukino Mizuki                            |
| 2016       | Gundam Breaker 3                                     | MC Hal                                   |
| 2016       | Tales of Berseria                                    | Velvet Crowe                             |
| 2016       | Persona 5                                            | Makoto Niijima                           |
| 2017       | Another Eden                                         | Amy                                      |
| 2017       | Azur Lane                                            | USS California, USS Tennessee            |
| 2018       | Princess Connect! Re:Dive                            | Ruka Tachiarai                           |
| 2019       | Super Smash Bros. Ultimate                           | Makoto Niijima                           |
| 2019       | Fate/Grand Order                                     | Lakshmibai                               |
| 2019       | Arknights                                            | Skadi/Skadi The Corrupting Heart, Vulcan |
| 2019       | A Certain Magical Index: Imaginary Fest              | Mikoto Misaka                            |
| 2019       | Dusk Diver                                           | Yang Yumo                                |
| 2020       | Persona 5 Strikers                                   | Makoto Niijima                           |
| 2020       | Bleach: Brave Souls                                  | Senjumaru Shutara                        |
| 2020       | MapleStory                                           | Adele (Female)                           |
| 2020       | Genshin Impact                                       | Eula                                     |
| 2020       | The Legend of Heroes: Trails into Reverie            | Rixia Mao                                |
| 2021       | The Legend of Heroes: Kuro no Kiseki                 | Yin                                      |
| 2021       | Counter:Side                                         | Nanahara Chifuyu                         |
| 2022       | Jujutsu Kaisen: Phantom Parade                       | Saki Rindō                               |
| 2022       | Koumajou Remilia: Scarlet Symphony                   | Reimu Hakurei                            |

### Japanse nasynchronisatie
| Jaar | Titel                    | Rol                      |
| ---- | ------------------------ | ------------------------ |
| 2009 | Chuggington              | Brewster                 |
| 2010 | Kyle XY                  | Amanda Bloom             |
| 2010 | The Spy Next Door        | Farren                   |
| 2013 | Evil Dead                | Olivia                   |
| 2014 | Prince of Lan Ling       | Zheng Er / Feng Xiaolian |
| 2014 | Tarzan                   | Jane                     |
| 2014 | Dragon Lord              | Alice                    |
| 2016 | Brotherhood of Blades    | Zhou Miao Tong           |
| 2017 | Mars                     | MAE                      |
| 2017 | Baahubali: The Beginning | Avantika                 |
| 2017 | The Third Way of Love    | Zou Yue                  |

## Discografie

### Singles
| Jaar | Titel                                                                                                 | Opmerkingen                                                                   |
| ---- | --- | ----------------------------------------------------------------------------- |
| 2005 | "Masshiro na Kimochi" (まっ白な気持ち)                                                                |                                                                               |
| 2006 | "Himawari Days" (ひまわりデイズ☆)                                                                     |                                                                               |
| 2007 | "Keikenchi Joushouchuu"                                                                               |                                                                               |
| 2007 | "Colorful Days"                                                                                       |                                                                               |
| 2008 | "Kokoro no Tsubasa"                                                                                   |                                                                               |
| 2008 | "Sono Koe ga Kikitakute"                                                                              |                                                                               |
| 2008 | "Appare Henka ja" (あっぱれ変化じゃ。) Gekka Midarezaki (Rina Satou) Kyōran Kazoku Nikki ending theme | #129 op de Oricon-hitlijst                                                    |
| 2008 | "Hitosashiyubi Quiet"                                                                                 |                                                                               |
| 2008 | "Amamiya Shiina"                                                                                      | Nogizaka Haruka no Himitsu character CD 3 #86 op Oricon                       |
| 2008 | "Haru Natsu Aki Toujou!"                                                                              |                                                                               |
| 2009 | "Keikenchi Soku Jōjō" (経験値速上々↑↑)                                                                |                                                                               |
| 2009 | "Zettai Colorful Sengen" (絶対カラフル宣言)                                                           |                                                                               |
| 2009 | "Kyōmoashitamo goisshoni!" (今日も明日もご一緒に) Ibuki Ikaruga (Rina Satou)                          | Asu no Yoichi! Character Song Vol.1 Ikaruga Ibuki #193 op de Oricon-hitlijst  |
| 2009 | "Himitsu Suishou! Uruto Love"                                                                         |                                                                               |
| 2010 | "Kitto Ashita Wa" (きっと明日は・・・(特別盤))                                                        | #39 op de Oricon-hitlijst                                                     |
| 2013 | "Shiawase High Tension"                                                                               |                                                                               |
| 2013 | "Kyuusekkin Lucky Days"                                                                               |                                                                               |
| 2013 | "HP ∞ LOVE Power"                                                                                     | Hyperdimension Neptunia Vol. 3 – Vert × Green Heart #59 op de Oricon-hitlijst |
| 2013 | "Only My Way" Arthur Technosmith (Rina Satou)                                                         | Kaku-San-Sei Million Arthur Character Song 1 #123 op de Oricon-hitlijst       |
| 2016 | "My Longing" Terase Yuno (Rina Satou)                                                                 | Tsukiuta-serie #157 op de Oricon-hitlijst                                     |

### Albums
| Jaar | Titel                                           |
| ---- | ----------------------------------------------- |
| 2005 | Sorairo no Ribbon (空色のリボン)                |
| 2006 | Sugar Sky                                       |
| 2007 | Twin Moon                                       |
| 2009 | N's                                             |
| 2009 | Minamike Character Song Best Album              |
| 2009 | Nogizaka Haruka no Himitsu Purezza A LA CARTE 1 |
| 2009 | Nogizaka Haruka no Himitsu Purezza A LA CARTE 2 |
| 2010 | Happy?                                          |
| 2010 | Nogizaka Haruka no Himitsu Purezza A LA CARTE 3 |